# The Rope
 (octobre 2016).
Si vous disposez d'ouvrages ou d'articles de référence ou si vous connaissez des sites web de qualité traitant du thème abordé ici, merci de compléter l'article en donnant les références utiles à sa vérifiabilité et en les liant à la section « Notes et références ».
 (octobre 2016).
The Rope est un court métrage britannique écrit et réalisé par Philippe André, sorti en 2005.
Il a remporté le Grand Prix du jury et meilleur film au Festival international du film de Seattle en 2006.

## Synopsis
Une femme se réveille ligotée sur un trottoir. Elle ne peut pas bouger, attachée par une corde dos à dos à un homme qu'elle ne peut pas voir. L'homme se débat et se lève, soulevant la femme avec lui. Elle ne peut pas lutter. Elle le suit, mais progressivement contrôlera sa marche.

## Fiche technique
- Titre : The Rope
- Réalisation : Philippe André
- Scénario : Philippe André
- Producteurs exécutifs : Kate Elson, Robin Benson
- Producteur : Dominic Wilcox
- Directeur de la photographie : Robert Papais
- Chef décorateur : Jan Houlevigue
- Costumes : Tamar Zaig
- Montage : Nicholas Wayman Harris
- Musiques : Max Richter
- Société de production : Bikini Films (Londres), Villains (Los Angeles)
- Pays d'origine :  Royaume-Uni
- Genre : drame
- Format : noir et blanc, scope, 2.39:1
- Durée : 10 minutes
- Dates de sortie :
  - Paris tout court / Premiers films européens : janvier 2006
  - Festival de Cannes / Short Film Corner

## Distribution
- Natasha Wightman : la femme
- Brett Goldstein : l'homme
- Olegar Fedoro : le premier clochard
- Peter Charlton : le second clochard
- Thomas Garvey : l'homme menaçant
- Chris Donnelly : l'homme qui part travailler

## Bande originale
Pour The Rope, Philippe André a utilisé deux musiques de Max Richter :
- Vladimir's Blues (1 min 19 s)
- On the Nature of Daylight (6 min)

## Récompenses
- Grand Prix du jury et meilleur film au Festival international du film de Seattle 2006

## Sélections
- Los Angeles International Short Fest 2005
- New York City Big Apple Film Festival 2005
- San Francisco Independent Film festival 2006
- 13th Raindance Film Festival 2006
- Manchester festival of Fantastic Films 2005
- Portobello Film Festival 2005
- Louis Vuitton Hawai Film Festival 2005
- Festival International du Film - Paris Tout Court 2006
- Sarasota Film Festival 2006
- Newport Film Festival 2006
- Palm Springs Film Festival 2006
- San Diego Film festival 2006